# Burnet County
Das Burnet County ist ein County im Bundesstaat Texas der Vereinigten Staaten. Das U.S. Census Bureau hat bei der Volkszählung 2020 eine Einwohnerzahl von 49.130 ermittelt. Der Sitz der County-Verwaltung (County Seat) befindet sich in Burnet.

## Geographie
Das County liegt östlich des geographischen Zentrums von Texas und hat eine Fläche von 2644 Quadratkilometern, wovon 65 Quadratkilometer Wasserfläche sind. Es grenzt im Uhrzeigersinn an folgende Countys: Lampasas County, Bell County, Williamson County, Travis County, Blanco County, Llano County und San Saba County.

## Geschichte
Burnet County wurde am 5. Februar 1852 aus Teilen des Bell County, Travis County und Williamson County gebildet. Benannt wurde es nach David G. Burnet, einem Vizepräsidenten der Republik Texas und Offizier der Revolutionsarmee während der Unabhängigkeitskriege in Venezuela.
Acht Bauwerke und Stätten des Countys sind im National Register of Historic Places (NRHP) eingetragen (Stand 15. Oktober 2018).

## Demografische Daten

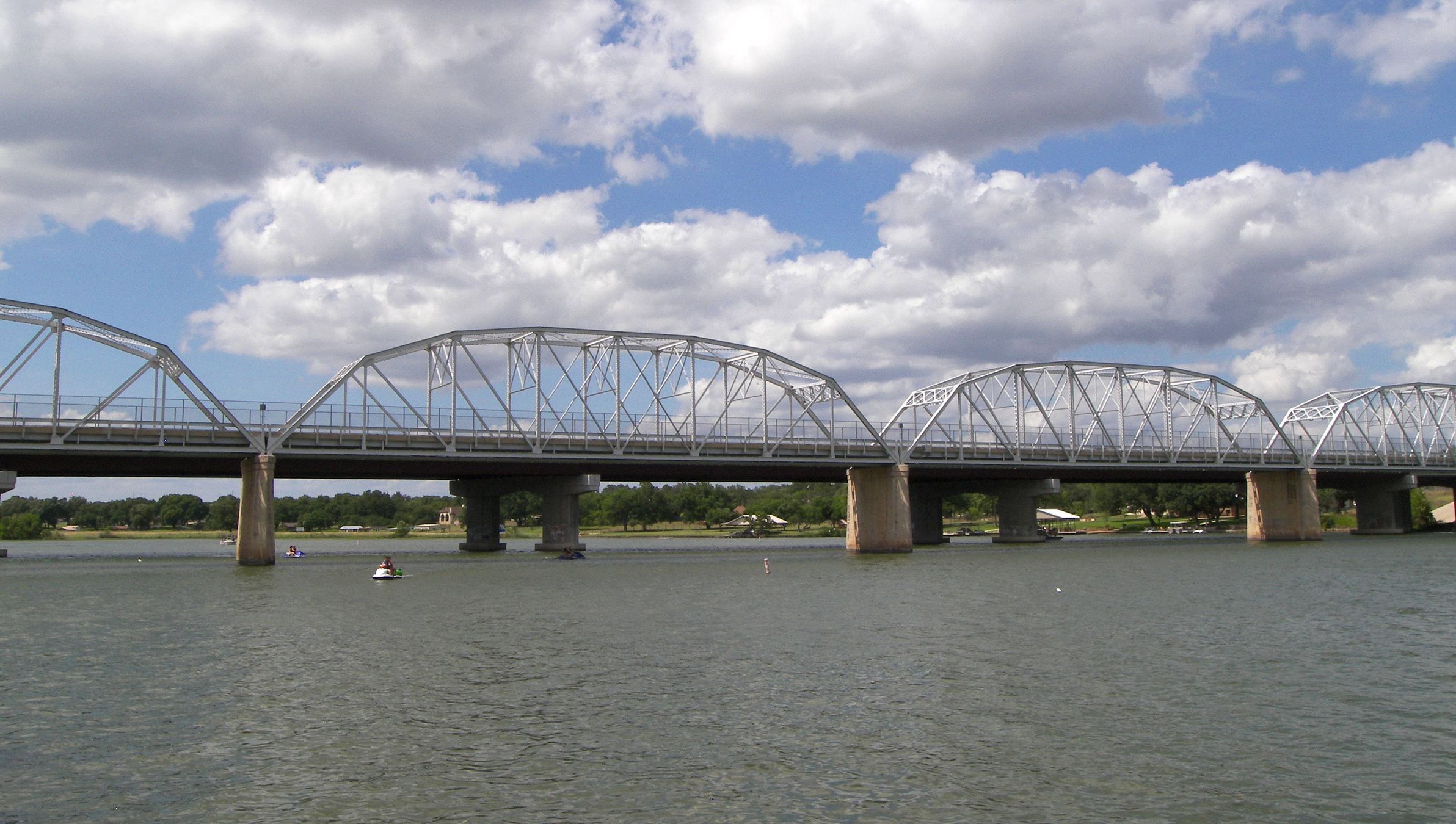
Die State Highway 29 Bridge at the Colorado River über den Colorado River, gelistet im NRHP mit der Nr. 96001116

Nach der Volkszählung im Jahr 2000 lebten im Burnet County 34.147 Menschen in 13.133 Haushalten und 9.665 Familien. Die Bevölkerungsdichte betrug 13 Einwohner pro Quadratkilometer. Ethnisch betrachtet setzte sich die Bevölkerung zusammen aus 89,64 Prozent Weißen, 1,52 Prozent Afroamerikanern, 0,68 Prozent amerikanischen Ureinwohnern, 0,28 Prozent Asiaten, 0,06 Prozent Bewohnern aus dem pazifischen Inselraum und 6,24 Prozent aus anderen ethnischen Gruppen; 1,58 Prozent stammten von zwei oder mehr Ethnien ab. 14,77 Prozent der Einwohner waren spanischer oder lateinamerikanischer Abstammung.

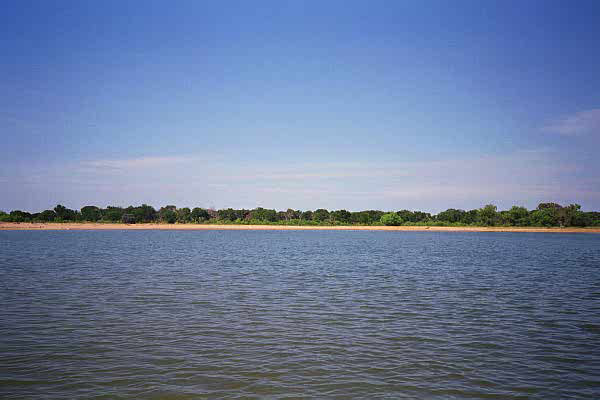
Der Lake Buchanan

Von den 13.133 Haushalten hatten 30,1 Prozent Kinder oder Jugendliche, die mit ihnen zusammen lebten. 61,5 Prozent waren verheiratete, zusammenlebende Paare 8,6 Prozent waren allein erziehende Mütter und 26,4 Prozent waren keine Familien. 22,5 Prozent waren Singlehaushalte und in 10,8 Prozent lebten Menschen im Alter von 65 Jahren oder darüber. Die durchschnittliche Haushaltsgröße betrug 2,53 und die durchschnittliche Familiengröße betrug 2,94 Personen.
24,5 Prozent der Bevölkerung war unter 18 Jahre alt, 7,0 Prozent zwischen 18 und 24, 26,0 Prozent zwischen 25 und 44, 24,5 Prozent zwischen 45 und 64 und 17,9 Prozent waren 65 Jahre alt oder älter. Das Medianalter betrug 40 Jahre. Auf 100 weibliche Personen kamen 93,8 männliche Personen und auf 100 Frauen im Alter von 18 Jahren oder darüber kamen 91,3 Männer.
Das jährliche Durchschnittseinkommen eines Haushalts betrug 37.921 USD, das Durchschnittseinkommen einer Familie betrug 43.871 USD. Männer hatten ein Durchschnittseinkommen von 30.255 USD, Frauen 20.908 USD. Das Prokopfeinkommen betrug 18.850 USD. 7,9 Prozent der Familien und 10,9 Prozent der Einwohner lebten unterhalb der Armutsgrenze.

## Orte im County
- Bertram
- Briggs
- Burnet
- Cottonwood Shores
- Fairland
- Gandy
- Granite Shoals
- Highland Haven
- Horseshoe Bay
- Lake Victor
- Mahomet
- Marble Falls
- Meadowlakes
- Naruna
- Oakalla
- Oatmeal
- Scobee
- Sherwood Shores
- Smithwick
- Spicewood
- Sudduth
- Watson